# Kraljevina Alba
Kraljevina Alba, pojam koji se odnosi na Kraljevinu Škotsku između smrti Donalda II. (Domnall mac Causantin) 900. i Aleksandra III. 1286., što je neizravno dovelo do Škotskih ratova za neovisnost. Ime je prikladno, jer tijekom ovog razdoblja elita i stanovništvo kraljevina bili su većinom Pikti-Geli i poslije Pikti-Geli i Škotonormani te bitno se razlikuje od razdoblja Stuarta, u kojem su elita kraljevine ili većim dijelom govornici srednjoengleskog, koji se razvio u germanski nizinski škotski. Nema točna gelskog ekvivalenta za engleski naziv Kingdom of Alba, jer na škotskom gaelskom izraz Rìoghachd na h-Alba znači Kraljevina Škotska.  Englesko govorni znanstvenici prilagodili su gaelsko ime Alba za Škotsku da bi primijenili ga na određeno političko razdoblje u škotskoj povijestu tijekom razvijenog srednjeg vijeka.
Malo se zna o strukturi škotskog kraljevskog dvora iz razdoblja prije dolaska Normana u Škotsku, prije vlasti Davida I. Malo više se zna o dvoru u kasnom 12. i 13. stoljeću. Prema riječima Geoffreyja Barrowa, dvor je bio "u naravi naglašeno feudalan, franački, nekeltski ".